# Suaeda insularis
Suaeda insularis là loài thực vật có hoa thuộc họ Dền. Loài này được (Britton) J.F. Macbr. miêu tả khoa học đầu tiên năm 1930.